# Henry, hertug af Gloucester
Prins Henry, Hertug af Gloucester (Henry William Frederick Albert; 31. marts 1900 – 10. juni 1974) var en britisk prins og medlem af den britiske kongefamilie. Fra 1928 havde han titel af Hertug af Gloucester. 
Prins Henry var den tredje søn af Georg 5. af Storbritannien og Dronning Mary, og han er dermed onkel til Elizabeth II. Fra 1945 til 1947 var han Australiens ellevte generalguvernør.

## Biografi

### Tidlige liv
Prins Henry blev født den 31. marts 1900 på York Cottage ved Sandringham House i Norfolk, England. Han var det fjerde barn af hertugen og hertuginden af York, de senere kong Georg 5. og dronning Mary af Storbritannien.
I 1928 fik han af sin far tildelt titlerne hertug af Gloucester, jarl af Ulster og baron Culloden.

### Ægteskab
Prins Henry giftede sig den 6. november 1935 i Det Private Kapel på Buckingham Palace i London med lady Alice Christabel Montagu Douglas Scott, datter af John Montagu Douglas Scott, 7. hertug af Buccleuch og lady Margaret Bridgeman. Der blev født to sønner i ægteskabet: prins William og prins Richard.

### Senere liv
Fra 1945 til 1947 var han Australiens ellevte generalguvernør.
Prins Henry døde 74 år gammel den 10. juni 1974 på Barnwell Manor i Northamptonshire i England.

## Genealogi

### Børn og efterkommere
Hertug Henrys ældste søn prins William (1941-1972) døde, mens faderen stadig var i live. 
Den næstældste søn prins Richard, hertug af Gloucester er gift med den danskfødte Birgitte Eva Henriksen (hertuginde af Gloucester).
De har tre børn og seks børnebørn:
- Alexander Windsor, jarl af Ulster (født 1974)
  - Xan Richard Anders Windsor, Lord Culloden (født 2007)
  - Lady Cosima Rose Alexandra Windsor (født 2010)
- Lady Davina Elizabeth Alice Benedikte Windsor, gift Lewis (født 1977)
  - Senna Kowhai Lewis (født 2010)
  - Tāne Lewis (født 2012)
- Lady Rose Victoria Birgitte Louise Windsor, gift Gilman (født 1980)
  - Lyla Beatrix Christabel Gilman (født 2010)
  - Rufus Gilman (født 2012)